# Arturo Posada
Arturo Posada es un actor de televisión y standupero mexicano.

## Filmografía[4]

### Telenovelas
- Minas de pasión (2023-2024) ... Ezequiel[5]
- Contigo sí (2021) ... Dr. Mario
- Enemigo íntimo (2019) ... El Fariseo
- Sueño de amor (2016) ... Tobías
- Amor de barrio (2015) ... Estanislao
- Tormenta en el paraíso (2008-2009) ... Rigo
- Muchachitas como tú (2007) ... Turco
- Barrera de amor (2005) ... Baldomero Sánchez
- Navidad sin fin (2001) ... Nico
- Rayito de luz (2000) ... Seminarista

## Series de televisión
| Año       | Título                       | Personaje         |
| --------- | ---------------------------- | ----------------- |
| 2019-2021 | Esta historia me suena       | Varios personajes |
| 2011-2024 | Como dice el dicho           | Varios personajes |
| 2008-2025 | La rosa de Guadalupe         | Varios personajes |
| 2013      | Durmiendo con mi jefe        | Karim             |
| 2011      | El equipo                    | Otero             |
| 2009      | Mujeres asesinas             | Efrén             |
| 2001-2005 | Mujer, casos de la vida real | Varios capítulos  |
| 2001      | Diseñador de ambos sexos     | /                 |

## Cine
- Salto a la vida (2022) ...
- Te llevo conmigo (2020) ... Ranch Hard
- Cabeza de buda (2009) ... Policía
- En el tiempo de las mariposas (2001) ... Soldado militar